# Оспанов, Марат Турдыбекович
Марат Турдыбекович Оспанов (17 сентября 1949, Актюбинск — 23 января 2000, Алма-Ата) — казахстанский государственный деятель, первый Председатель Мажилиса Парламента Республики Казахстан.
Один из основоположников парламентаризма, многопартийной системы и основ демократии в Республике Казахстан. Депутат четырёх созывов: Верховного Совета КазССР XII и XIII созывов, Мажилиса Парламента I и II созывов. Доктор экономических наук, академик Международной академии «Евразия».
С 1992 по 1994 — начальник Главной государственной налоговой инспекции, первый заместитель министра финансов РК, заместитель Председателя Верховного Совета РК, 1995 год — председатель Комитета по использованию иностранного капитала при Кабинете Министров РК.
С мая 1999 года — заместитель председателя партии «Отан».
Является автором экономической программы «От стабилизации к росту», участвовал в разработке первого Налогового кодекса РК, Декларации о независимости РК.
Награждён орденом «Барыс» II степени.

## Образование и учёные степени
Учился в средней школе № 6 г. Актюбинска, а затем окончил среднюю школу № 2. Происходит из племени найман Среднего жуза.
В 1971 г. окончил Московский институт народного хозяйства им. Г. В. Плеханова, куда был направлен после поступления в Алматинский институт народного хозяйства.
Доктор экономических наук, тема диссертации «Налоговая реформа и гармонизация налоговых отношений».

## Трудовая деятельность
Трудовую деятельность начал младшим научным сотрудником в научно-исследовательском институте Вычислительного центра Госплана КазССР; в 1971—1972 гг. служил в рядах Советской Армии.
В 1973—1976 гг. — преподаватель кафедры истории КПСС и политической экономии Актюбинского медицинского института.
С ноября 1976 г. по декабрь 1979 г. — аспирант Казахского государственного университета им. С. М. Кирова.
В 1979—1989 гг., работая преподавателем, старшим преподавателем, доцентом, заведующим кафедрой истории КПСС и политэкономии, читал лекции в Актюбинском медицинском институте, вел общественную работу в качестве лектора общества «Знание».

## Политическая деятельность
В 1990 году М. Т. Оспанов становится народным депутатом Верховного Совета КазССР XII созыва, одним из основателей и сопредседателей депутатской группы «Демократический Казахстан».
В 1991 году он становится заместителем председателя Комитета по вопросам экономической реформы, бюджета и финансов Верховного Совета КазССР.
В 1991—1992 годах — народный депутат, заместитель начальника Главной налоговой инспекции Республики Казахстан. С ноября 1992 года по март 1994 года — начальник Главной государственной налоговой инспекции, первый заместитель министра финансов РК. С апреля 1994 года по март 1995 года — заместитель Председателя Верховного Совета РК. С апреля по октябрь 1995 года — председатель Комитета по использованию иностранного капитала при Кабинете министров РК.
С декабря 1995 года по декабрь 1999 года — председатель Мажилиса Парламента РК 1-го созыва (избран на альтернативной основе, получил 71,64 % голосов); депутат Мажилиса Парламента РК 2-го созыва от партии Отан, № 1 в партийном списке. С мая 1999 г. — заместитель председателя партии «Отан». Член Национального совета по устойчивому развитию РК (ноябрь 1997 года — август 1998 года). Член Комитета по финансам и бюджету Мажилиса Парламента Республики Казахстан (с декабря 1999 года и до смерти).
Депутат Верховного Совета РК XII и XIII созывов (по государственному списку от Актюбинской области). Депутат Мажилиса Парламента 1-го созыва (Хромтауский избирательный округ № 5 Актюбинской области, получил 92,85 % голосов избирателей безальтернативно).
Награждён орденом «Барыс» 2-й степени, медалью «Астана».
Автор книг «Проблемы совершенствования системы управления налогами в Республике Казахстан» (1996 г.), «Налоговый терминологический русско-казахский словарь-справочник» (1997 год, в соавторстве), «Налоговая реформа и гармонизация налоговых отношений» (1997 г.), «Иностранный капитал и инвестиции: вопросы теории практики» (1997 год, в соавторстве), «Теория и практика агробизнеса», «Агробизнес теориясы мен тәжірибесi» (1997 год, на казахском языке), «Гармонизация налоговых отношений» (1997 год).
Скончался 23 января 2000 года, похоронен на Кенсайском кладбище-1.
В 2000 году 29 апреля в Алматы на улице Д. Кунаева на стене дома № 121 была установлена мемориальная доска, посвященная М. Т. Оспанову. Такая же мемориальная доска установлена в Актобе — на стене дома, где жил он сам и где по сей день живут его родители. В Актобе, на родине, в районе Сазды, его именем названа улица (в советское время носила имя С.Тюленина), в Алматы также есть улица Марата Оспанова, где живёт его семья. В 2000 году Западно-Казахстанскому медицинскому институту (в то время — Актобинская медицинская академия) присвоено имя Марата Оспанова. В августе 2008 по инициативе родных и близких друзей создан Общественный фонд имени Марата Оспанова, который возглавляет супруга М. Т. Оспанова — Бахыт Ахметкалиевна Оспанова. Изданы книги «Марат Оспанов. 10 лет в политике» и «Марат Оспанов. Я верю»